# Jean-Jacques Goldman

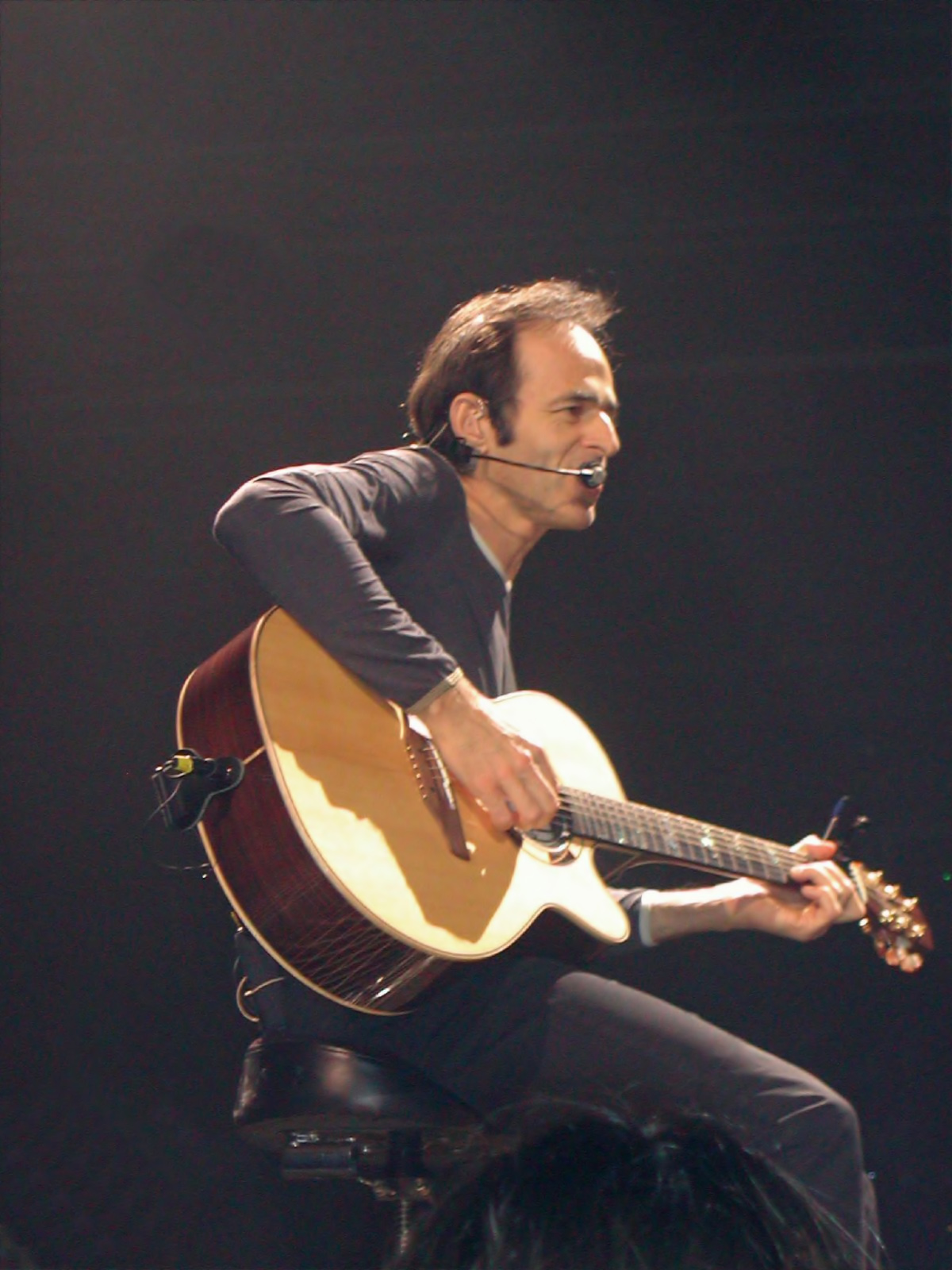
Jean-Jacques Goldman

Jean-Jacques Goldman (Parijs, 11 oktober 1951) is een Franse muzikant en songwriter van Joodse afkomst.

## Levensloop
Goldmans moeder is afkomstig uit het Duitse München, zijn vader werd geboren in het Poolse Lublin. Jean-Jacques heeft drie broers. Eén daarvan is de extreem-militante Pierre Goldman, die in 1977 in Parijs werd vermoord.
Goldman studeerde in 1973 af aan de EDHEC Business School. Hij begon zijn carrière in de groep Red Mountain Gospellers. Daarna belandde hij in de groepen The Phalanster en Taï Phong. Met deze laatste band bereikte hij een aantal succesjes, maar die waren niet genoeg om de band bij elkaar te houden.
Na het uiteenvallen van Taï Phong in 1979 begon Goldman aan een solocarrière en werd hij een van de grootste sterren in vrijwel alle Franstalige gebieden ter wereld. In 1981 brak hij door met het nummer Il suffira (d'un signe), een jaar later had hij een van zijn grootste hits met Quand la musique est bonne. Andere grote hits in de jaren tachtig waren bijvoorbeeld Comme toi (1983), Au bout de mes rêves (1983), Envole-moi (1984), Encore une matin (1984), Long Is the Road (Américain) (1984), Je marche seul (1985), Je te donne (1985), Elle a fait un bébé tout seule (1987), Là-bas (1987), Puisque tu pars (1988) en Il changeait la vie (1988). Ook schreef Goldman muziek voor andere artiesten, zoals Johnny Hallyday en Patricia Kaas. Bovendien schreef hij begin jaren negentig voor Céline Dion het album D'eux, dat zou uitgroeien tot het bestverkochte Franstalige album aller tijden. Op dit album staat onder andere de grote hit Pour que tu m'aimes encore. Het nummer Omdat ik zo van je hou van de Nederlandse artiest Gordon is een Nederlandse bewerking van dat lied. Tevens is Goldman de schrijver van de wereldhit Aïcha van Khaled en is hij medeauteur van de soundtrack van de film Astérix en Obélix contre César.
Van 1986 tot 1992 was Goldman ambassadeur van het jaarlijks terugkerende benefietconcert Les Enfoirés, dat geld inzamelt voor de Restos du Cœur, een organisatie die voedsel uitdeelt aan daklozen. Bovendien schreef hij het lijflied van dit media-evenement. Buiten die periode is hij er nagenoeg elk jaar verschenen.
Van 1990 tot 1996 traden zijn vaste gitarist Michael Jones en Carole Fredericks, een van zijn achtergrondzangeressen, meer op de voorgrond en vormden zij de formatie Fredericks Goldman Jones. Het trio had hits met À nos actes manqués (1991), een liveversie van Il suffira d'signe (1992) en Juste après (1994). Vanaf 1997 trad hij weer als soloartiest op, maar de samenwerking met Jones bleef. Goldman had hits met On ira (1997) en Bonne idee (1998). Fredericks overleed in 2001.
In 2003 was Jean-Jacques een van de honderd genomineerden voor 'Le plus grand Français de tous les temps', de verkiezing van de grootste Fransman ooit. Hij eindigde op de 53e plaats.
Hoewel Goldman geen concerten meer geeft noch eigen albums uitbrengt, is hij blijven componeren – vaak voor andere artiesten en ook dikwijls in samenwerking met zijn broer Robert Goldman, die schrijft onder het pseudoniem J. Kapler. In 2016 had Céline Dion een wereldhit met het door Jean-Jacques Goldman gecomponeerde nummer Encore un soir, geschreven voor en opgedragen aan haar begin dat jaar overleden echtgenoot Rene Angelil.

## Privé
Goldman was getrouwd van 1975 tot 1997 en heeft uit zijn eerste huwelijk drie kinderen. Hierna hertrouwde hij in 2001 en kreeg hij nog drie kinderen.

## Discografie

### Solocarrière

#### Studioalbums
- Jean-Jacques Goldman (Démodé) (1981)
- Jean-Jacques Goldman (Minoritaire) (1982)
- Positif (1984)
- Non Homologué (1985)
- Entre Gris Clair Et Gris Foncé (1987)
- En Passant (1997)
- Chansons Pour Les Pieds (2001)

#### Livealbums
- En Public (1986)
- Traces (1989)
- Tournée 98 En Passant (1999)
- Un Tour Ensemble (2003)

#### Compilaties
- L'Intégrale 81/91 (1991)
- Singulier 81/89 (1996)
- L'Intégrale 90/00 (2000)
- La Collection 81-89 (2008)
- La Collection 1990-2001 (2012)

### Fredericks Goldman Jones

#### Studioalbums
- Fredericks Goldman Jones (1990)
- Rouge (1993)

#### Livealbums
- Sur scène (1992)
- Du Morning au Zénith (1995)

#### Compilaties
- Pluriel (2000)

### Nummers geschreven voor anderen
Goldman heeft voor vele artiesten geschreven en gecomponeerd; hij werkte samen met onder anderen Johnny Hallyday, voor wie hij het album Gang (1986) en Lorada (1995) volledig schreef en componeerde. Ook schreef hij het album D'eux (1995) en S'il suffisait d'aimer (1998) voor Céline Dion, waarna hij ook nog nummers schreef voor haar albums 1 fille & 4 types (2003) en Encore un soir (2016).
Naast de liedjes geschreven en gecomponeerd voor de groepen waarvan hij deel uitmaakte, heeft Goldman sinds 1980 vele nummers (mede)geschreven en/of (mede)gecomponeerd voor andere artiesten: Patrick Fiori (13), Patricia Kaas (8), Carole Fredericks (5), Garou (4), Florent Pagny (4), Khaled (4), Marc Lavoine (4), Maurane (4), Christophe Willem (3), Anne-Marie Batailler (2), Dan Ar Braz (2), Frankrijk D'Amour (2), J.L.B. (2), Lââm (2), Liane Foly (2), Michael Jones (2), Calogero (2), Audrey Sara (1), Catherine Ferry (1), Christine Ricol (1), Christophe Deschamps (1), Christopher Thompson (1), Danielle Messia (1), Elli Medeiros (1), Émile et Images (1), Émilie Bonnet (1), Gérald de Palmas (1), Gildas Arzel (1), Idir (1), Jane Surrey (1), Janic Prévost (1), Jeane Manson (1), Jean-Marie Bigard (1), Joe Cocker (1), Julie Zenatti (1), Linda Singer (1), Lorie (1), Maxime Le Forestier (1), Philippe Lavil (1), Poetic Lover (1), Ray Charles (1), Richard Cocciante (1), Robert Charlebois (1), Roch Voisine (1), Rose Laurens (1), Sabrina Lory (1), Stephan Eicher (1), Yannick Noah (1), Hélène Ségara, Zaz (1) en Emmanuel Moire (1).

## Videografie
- Carnet de route 1981 à 1986 (1987)
- Vidéoclips 1981/1989 (1989)
- Traces (1989)
- Au New Morning (1995)
- Tours et détours (1995)
- En passant tournée 98 (1999)
- Souvenirs de tournées (2000)
- Du New Morning au Zénith (2000)
- Intégrale des clips 1981/2000 (2000)
- Chronique d'un album (2001)
- Un tour ensemble (2003)
- Comment tournent les violons (2004)